# Международная конвенция о создании Международного фонда для компенсации ущерба от загрязнения нефтью
Международная конвенция о создании Международного фонда для компенсации ущерба от загрязнения нефтью (англ. International Convention on the Establishment of an International Fund for Compensation for Oil Pollution Damage) — международная конвенция, задачей которой является создание и функционирование фонда, обеспечивающего выплату компенсации ущерба от загрязнения моря в той мере, в какой защита, предоставляемая  Международной конвенцией о гражданской ответственности за ущерб от загрязнения нефтью, является недостаточной.

## История
Предусмотренный в подписанной в 1969 году Международной конвенции о гражданской ответственности за ущерб от загрязнения нефтью механизм обеспечения компенсации потерпевшим ущерба, причиненного загрязнением, не гарантировал полностью его адекватного возмещения и одновременно не облегчал серьёзного финансового бремени, возлагаемого на судовладельцев согласно вышеупомянутой конвенции. Подписание в 1971 году в Брюсселе Международной конвенции о создании Международного фонда для компенсации ущерба от загрязнения нефтью было направлено на решение этих задач.
Специальными Протоколами 1976 и 1984 года в Конвенцию 1971 года вносились поправки, а в 1992 году она была полностью переработана новым Протоколом. В настоящее время действует Международная конвенция о создании Международного фонда для компенсации ущерба от загрязнения нефтью 1992 года, полностью заменившая конвенцию 1971 года. В 2003 году был подписан факультативный Протокол о создании дополнительного компенсационного фонда.

## Основные положения
Конвенция 1992 года предусматривает создание международной организации — Фонда, средства которого складываются из устанавливаемых Ассамблеей Фонда ежегодных взносов крупных (от 150 тыс. тонн в течение календарного года) получателей перевезенной морем нефти (ст.10 Конвенции).
Фонд обязан выплатить компенсацию любому лицу, понесшему ущерб от загрязнения, если такое лицо не смогло получить полное и достаточное возмещение ущерба на основании положений Международной конвенции о гражданской ответственности за ущерб от загрязнения нефтью  1992 года, вследствие того, что:
- Конвенция об ответственности не предусматривает никакой ответственности за такой ущерб;
- собственник судна, ответственный за ущерб, несостоятелен в финансовом отношении и не может полностью выполнить обязательства по возмещению ущерба, а финансового обеспечения по Конвенции об ответственности (страхования или иных гарантий) недостаточно для его возмещения;
- ущерб превышает предел ответственности собственника судна, предусматриваемый Конвенцией об ответственности (п.1 ст. 4 Конвенции)[3].

Фонд освобождается от обязанности выплаты компенсации, если докажет, что ущерб полностью или частично являлся результатом действия или бездействия понесшего ущерб лица, совершенного с намерением причинить ущерб, или возник вследствие небрежности такого лица; если докажет, что ущерб явился результатом военных действий, враждебных актов, гражданской войны или восстания, либо причинен утечкой или сливом с военного корабля или государственного некоммерческого судна и в некоторых других случаях (пп.2 и 3 ст.4 Конвенции о фонде).
Максимальный размер компенсации, выплачиваемой Фондом за каждый отдельный инцидент, не может превышать 203 млн SDR (специальных прав заимствования – условных единиц, используемых Международным валютным фондом).
Протоколом 2003 года о создании дополнительного фонда предусматривалось, что для его участников создается дополнительный ресурс выплаты компенсации за ущерб, таким образом, что предел компенсации за каждый отдельный инцидент повышается до 750 млн. SDR, включая компенсацию, выплаченную согласно положениям Конвенции об ответственности 1992 года и Конвенции о фонде 1992 года.